# Der Barcelona-Krimi: Über Wasser halten
Über Wasser halten ist ein deutscher Kriminalfilm von Jochen Alexander Freydank aus dem Jahr 2017. Es handelt sich um den Pilotfilm zur ARD-Kriminalfilmreihe Der Barcelona-Krimi mit Clemens Schick als eigenwilligem Kommissar Xavi Bonet, der als Einheimischer weiß, was hinter den Kulissen abläuft, und Anne Schäfer in der Rolle seiner Partnerin Fina Valent, einer selbstbewussten Ermittlerin, die als Alleinerziehende doppelt gefordert ist. In tragenden Rollen sind Altamasch Noor, Tara Fischer, Anton Weil, Renato Schuch und Hans-Uwe Bauer besetzt.
Die Erstausstrahlung des Films erfolgte am 2. November 2017 im Rahmen des Donnerstags-Krimis zur Hauptsendezeit im Programm der ARD Das Erste.

## Handlung
Kommissar Xavi Bonet stößt nach dem morgendlichen Schwimmen im Mittelmeer auf einen schwerverletzten und bewusstlosen Mann am Strand, der Opfer eines  Überfalls wurde. Die Kommissarin Fina Valent arbeitet erstmals mit Bonet als seine neue Kollegin zusammen. Ihr Erstkontakt verläuft etwas unkonventionell, denn Valent tritt Bonet in Handschellen gegenüber, weil sie bei einer Verfolgungsjagd einen Polizisten davon abgehalten hatte, seinen Schlagstock zu benutzen. Bonet bindet die neue Kollegin sofort in die aktuellen Ermittlungen ein, ohne auf ihre Frage einzugehen, ob man zusammen einen Kaffee trinken wolle, um sich besser kennenzulernen. Valent ist gerade erst mit ihrer 15-jährigen Tochter Maria von Palma de Mallorca nach Barcelona umgezogen, weil sich das Mädchen in einen mehr als doppelt so alten zwielichtigen Kiffer namens Joan verliebt hat. Wie sich schnell herausstellt, hat dieser sich jedoch nicht abschütteln lassen und versucht Maria weiterhin in seinem Sinne zu beeinflussen.
In ihrem ersten Fall bekommen es die katalanischen Ermittler neben dem Überfall auf den Mann am Strand mit dem Mord an einem illegalen Einwanderer, dem Pakistani Arsalan Quereshi, einem sogenannten „Latero“, der sich mit dem Verkauf von Dosenbier über Wasser hielt, zu tun. Erschwert werden die Ermittlungen, da das Strandopfer offenbar unter einer retrograden Amnesie leidet. Da Bonet gute Kontakte in Barcelonas Nachtleben hat, gelingt es, einen Zusammenhang zwischen den Taten herzustellen. Als Bonet bei seinen Ermittlungen den unangepassten Antoni Sanchez kennenlernt, besteht die Gefahr, dass er erpressbar werden könnte, da er bei seiner Arbeit der gerissenen Izar und deren Handlanger Gerard in die Quere kommt, die mit Drogengeschäften und anderen schmutzigen Deals ihr Geld verdienen. Vor allem für Izar steht einiges auf dem Spiel, da ihr eigentlicher Boss Ferran Mila, genannt El Tauró, „der Haifisch“, ein stadtbekannter Geschäftsmann und heimlicher Pate der Unterwelt, von ihrem neuesten Nebenerwerb nichts erfahren darf, da das ihren Tod bedeuten könnte. El Tauró zieht im Hintergrund die Fäden und lässt jeden skrupellos aus dem Weg räumen, der nicht das tut, was er von ihm erwartet. Bonet meint zu Valent, sie brauche einen Crashkurs über Barcelonas Drogenszene für Anfänger. Die Stadt sei der Umschlagplatz für Heroin und Kokain aus Südamerika, von dort werde die Droge in ganz Europa verteilt. Der wichtigste Mann in der Stadt sei Ferran Mila, genannt „El Tauro“, Immobilien, Drogen, Schmuggel, Geldwäsche, Waffenhandel, er mache alles. Was er nicht möge sei, wenn man ihm zu nahe komme. Versuche man das trotzdem, habe man ein Problem oder sei so gut wie tot. Mit den Lateros habe er aber nichts zu tun, das Risiko sei es ihm nicht wert. Mit denen verdiene man nicht wirklich Geld. Zu seinen Offizieren gehöre auch Izar Ochoa, eine ältere Frau, und ein ziemlich harter Brocken. Man sei schon sehr lange hinter ihr her.
Unter Verdacht gerät der Bruder des Ermordeten, der junge Sameer, der bestreitet, etwas mit den Taten zu tun zu haben. Als er dann plötzlich doch ein Geständnis ablegt, sind Bonet und Valent gefordert, die wahren Hintergründe aufzuklären, ohne zu diesem Zeitpunkt zu wissen, dass sich eine Katastrophe anbahnt. Vorerst einmal gibt es jedoch eine weitere Tote, die Prostituierte Tonja, die Bonet gut kannte. Sie hatte dem Strandopfer den Stoff entwendet, der Izar Ochoa gehörte. Ochoa war jedoch überzeugt, dass die Brüder Arsalan und Sameer ihn unterschlagen oder zumindest eine Ahnung hätten, wo er sei. Nun hat sie Angst, dass El Tauro von ihren Nebengeschäften erfahren könnte. Ihr Gehilfe Gerard will wissen, warum sie auf eigene Rechnung arbeite, woraufhin Izar erklärt, dass El Tauro sein Imperium umorganisiere, weniger Drogenhandel wolle, sondern verstärkt auf Immobilien setze. Wo er und sie dann blieben, könne er sich ja vorstellen. Izar meint, wenn man die Pakistani „verrecken“ lasse, könnten sie noch einmal davonkommen.
Nach und nach kristallisiert sich heraus, dass Izar ein böses Spiel mit Sameer treibt, dessen Frau und Kleinkind sie in einem von hunderten im Hafen liegenden Containern zusammen mit weiteren Lateros gefangen hält. Die eingesperrten Menschen haben noch nicht einmal Wasser und die Luft in ihrem Gefängnis wird zusehends knapper. Während einer dramatischen Suche zwischen den im Hafen befindlichen Containern kommt es zu unübersichtlichen Situationen und auch zu einem tödlichen Schuss auf Ochoas Gehilfen Gerard. Sameers Familie kann sich sozusagen im letzten Moment durch Klopfen an die Containerwand bemerkbar machen und zusammen mit den weiteren eingeschlossenen Menschen gerettet werden. 
Auch Ochoa selbst wird auf El Tauros Befehl hin getötet. In Verdacht gerät Sergent Bernat, ein Kollege von Bonet und Valent. Bonet vermutet, dass er sich von El Tauro hat kaufen lassen. 

## Produktion

### Dreharbeiten
Die Dreharbeiten für Über Wasser halten erstreckten sich unter dem Arbeitstitel Über Wasser bleiben vom 7. März bis zum 24. April 2017 und fanden in Barcelona statt. Produziert wurde der Film von der Dreamtool Entertainment GmbH und Fresco Film Services im Auftrag der ARD Degeto für das Programm der ARD Das Erste. Die Redaktion für die ARD Degeto lag bei Diane Wurzschmitt.

### Fragen an Schauspieler, Regisseur und Produzent
Clemens Schick wurde gefragt, was ihn an der Rolle des Ermittlers Xaxi Bonet, „eine für das deutsche Fernsehen aufregend ungewöhnliche Figur“, so gereizt habe, dass er erstmals in einer deutschen Krimireihe zu sehen sei. Der Schauspieler meinte, er habe in den letzten Jahren vieles ausprobiert: Arthouse, Blockbuster-Kino und Debütfilme. Er habe jetzt „große Lust“ gehabt, „einen Charakter mitzuentwickeln und mit diesem auf eine längere Reise zu gehen“. Das Format einer Reihe im Fernsehen mache dieses möglich. Xavi Bonet sei „ein stiller, beobachtender, lebenshungriger Detective, dessen Motor sein Gerechtigkeitssinn“ sei. Nach der Romanverfilmung Flight of the Storks, den er mit dem Regisseur Jan Kounen in Frankreich gedreht habe, und Jedem das Seine, dem Debütfilm von Stefan Schaller, sei Xavi Bonet der dritte Polizist in seinem Berufsleben. Über das Verhältnis von Xavi Bonet zu seiner Kollegin Fina Valent und worauf er bei dieser speziell Wert lege, äußerte Schick, dass seine Figur anfangs viel lieber allein als mit einer Partnerin gearbeitet hätte und dass es großen Spaß gemacht habe, den beiden zuzuschauen, wie sich ihr Verhältnis verändere. Zur Sprache kam auch das Verhältnis von Bonet zu seinem Vater, der Bürgermeister der Stadt Barcelona ist und die Verschiedenartigkeit von Vater und Sohn. Zu seiner Zusammenarbeit mit dem spanischen Schauspieler Lluìs Marco als Drogenbaron El Tauró, bekräftigte Schick, dass dieser ein „grandioser Schauspieler“ sei mit dem zu arbeiten „fantastisch“ gewesen sei. Es gebe Schauspieler, von denen er sofort lernen wolle und Marco habe dazugehört. Die abschließende Frage lautete, wie solch internationale Zusammenarbeit am Set verlaufe und wie sie sich von der Arbeit im eigenen Land unterscheide. Schick antwortete, er habe in den letzten Jahren immer wieder das Glück gehabt, in internationalen Koproduktionen zu arbeiten, das sei genau das, was er wolle. Es fordere, weil man Energie aufwenden müsse, um miteinander eine Sprache zu finden und es bereichere sehr, weil unterschiedliche Kulturen zusammenkämen.
Auch Anne Schäfer wurde die Frage gestellt, was für sie ausschlaggebend gewesen sei, die Rolle der Ermittlerin Fina Valent anzunehmen. Schäfer meinte, der Barcelona-Krimi spiele in einer „der aktuell spannendsten Städte Europas“. Die Fälle und Figuren spiegelten die „Vielfältigkeit der Stadt wider“ und seien „kompliziert und nicht einfach schwarz oder weiß“ ebenso wie die Beziehungen der Personen untereinander. Außerdem habe sie in dieser Reihe „endlich wieder die Möglichkeit, mit Clemens Schick zusammenzuarbeiten“. Sie hätten bereits zusammengearbeitet, und es sei toll, wenn man „eine Sprache“ spreche und „den gleichen Humor“ habe. Fina Valent sei „eine offene, impulsive und gleichzeitig analytische Ermittlerin“. Sie achte auf Details und liebe es, im Team zu arbeiten. Xavi und Fina seien extrem unterschiedliche Menschen, die aber ihr extremer Gerechtigkeitssinn verbinde. Befragt zur Mutter-Tochter-Beziehung ihrer Rolle, antwortete Schäfer, beide hätten eine „offene Beziehung auf Augenhöhe“. Fina sei eine alleinerziehende Mutter, die voll im Berufsleben stehe und darauf angewiesen sei, ihrer 15-jährigen Tochter zu vertrauen und ihr viel Freiraum zu geben. Da der Vater aktuell keine Rolle in dieser Beziehung spiele und ein dunkles Geheimnis bleibe, könne sie sich da noch spannende Geschichten vorstellen. Auch Schäfer fühlte sich durch die internationale Zusammenarbeit bereichert und meinte, das habe ihr „wieder einmal vor Augen geführt, was es für ein Privileg“ sei, „Europäer zu sein“.
Tara Fischer, 19 Jahre alt, wurde gebeten, ihre Rolle als María Valent zu beschreiben. Der Umzug nach Barcelona sei hart für eine 15-Jährige, die all ihre Freunde und praktisch ihr ganzes Leben in Palma habe zurücklassen müssen. Zudem sei ihre Figur noch in jemanden verliebt, der ihre Liebe in keinerlei Hinsicht verdiene. Der Interviewer wollte wissen, ob Tara das Verhalten und die Gefühle von Maria habe nachvollziehen können. Sie meinte, da sie altersmäßig nicht so weit von Maria entfernt sei, sei ihr das nicht besonders schwergefallen, auch sie habe ihre erste Liebe mit 15 erlebt, allerdings deutlich besser als ihre Figur. Maria und ihre Mutter hätten ein sehr enges Verhältnis nach dem Motto: Beide zusammen gegen die Welt. Dass Fina gegen Marias Willen entschieden habe, nach Barcelona zu ziehen, habe die Beziehung der beiden auf eine erste ernste Probe gestellt.
Regisseur Jochen Alexander Freydank wurde gefragt, was er an der Zusammenarbeit mit den beiden Hauptdarstellern des Films Clemens Schick und Anne Schäfer schätze. Er meinte, er habe die Zusammenarbeit mit ihnen „sehr genossen“ und betonte, dass er nicht extra sagen müsse, dass sie „wirklich gut“ seien. Das „Tolle an der Zusammenarbeit“ sei die „gegenseitige Offenheit“ gewesen und dass man „Dinge probiert“ habe. Die quirlige Metropole Barcelona, den Hauptdrehort der Serie, liebe er, auch wenn es dort manchmal etwas zu laut sei. Die Großstadt Barcelona sei „ständig in Bewegung“ sie sei „laut“ und „bunt“. Es gebe viele Dinge, „die einen Krimi hier anders machen“ würden, als wenn er „in Deutschland spielen würde.“
Produzent Stefan Raiser erklärte, „die DNA der Auslandskrimis“ sei „Spannung und Entspannung, diese große Amplitude zwischen harten Fällen und Traumurlaub-Setting.“ Der Zuschauer sei „zu Recht anspruchsvoll“ und man wolle dem mit einem „hohen Prduction Value“ Rechnung tragen. Barcelona sei eine der „meistbesuchten Städte der Welt, quer durch alle Generationen – und das nicht ohne Grund.“ Mit den Filmen der Serie wolle man den „typischen Rätselkrimi öffnen, um Raum für die Figuren zu schaffen und den Fall komplex zu erzählen.“ Die Fälle hätten „persönlich etwas mit den Ermittlern zu tun, über die“ der Zuschauer „möglichst viel erfahren“ solle. Die Hauptrollen würden „verkörpert von einem hochklassigen Cast, allen voran Clemens Schick“, einem „der besten Schauspieler seiner Generation, der schon lange auf den Wunschlisten aller Redaktonen“ gestanden habe. „An seiner Seite“ sei „mit Anne Schäfer die spannendste Neuentdeckung der letzten Jahre.“ Für ihn als Produzent sei es „ein Privileg – spannend und entspannend – mit all diesen Elementen für einen derart renommierten Sendeplatz arbeite zu dürfen.“

### Soundtrack
- Mayores von Becky G
- OK von Robin Schulz
- Despacito von Copado
- Me Rehúso von Danny Ocean
- Summer Days von Milow & Sebastián Yatra

### Veröffentlichung DVD
Der Film wurde am 26. Januar 2018 von der OneGate Media GmbH zusammen mit dem zweiten Film der Serie Tod aus der Tiefe auf DVD herausgegeben.

## Rezeption

### Kritik
Die Redaktion der Zeitschrift TV Spielfilm zeigte mit dem Daumen zur Seite, gab für Anspruch, Action, Spannung und Erotik  je einen von drei möglichen Punkten, meinte „Barcelona sieht klasse aus, die Cops haben Potenzial. Der Fall um Drogen- und Menschenhandel, von gleich drei Autoren gebastelt, ist leider nur 08/15.“ Das Fazit lautete: „Flirrende Optik, einfallsloser Krimiplot.“
Tilmann P. Gangloff bewertete den Film für tittelbach.tv und stellte fest, der Auftakt zur ARD-Krimireihe habe „drei sehenswerte unverbrauchte Hauptdarsteller zu bieten: Clemens Schick“ sei „zwar ein etablierter Schauspieler, aber für das Mainstream-Fernsehen praktisch ein neues Gesicht; Anne Schäfers Hauptrollenkarriere“ habe „gerade erst begonnen; und die katalanische Metropole“ sei „ein aufregender Schauplatz, den Regisseur Jochen Alexander Freydank beim ersten ‚Barcelona‘-Krimi […] für viele Außenaufnahmen“ nutze. „Wie bei einigen anderen Reihen der ARD-Tochter Degeto“ sei „die Einführung des Ermittlerduos jedoch wesentlich interessanter als der Fall, den Xavi Bonet und Fina Valent zu lösen“ hätten. Zu Clemens Schick schrieb der Kritiker, „sein reduziertes, konzentriertes Spiel“ verleihe „seiner Figur eine Aura der Ambivalenz.“ Nicht „minder sehenswert“ sei Anne Schäfer. Auch Gangloff war mit dem eigentlichen Krimifall, tödlichen Auseinandersetzungen zwischen rivalisierenden Drogenhändlern, nicht sehr zufrieden und meinte, die Geschichte „könnte sich auch in Berlin, London oder Paris“ zugetragen haben.
Das Fazit des Filmdienstes fiel nicht besonders positiv aus. Dort war zu lesen: „Spröder (Fernseh-)Krimi, entwickelt nach nur wenig einfallreichen Handlungsmustern. Im Mittelpunkt agiert Clemens Schick als angenehm unaufgeregter Ermittler, die Sehenswürdigkeiten der katalanischen Metropole dienen lediglich für touristisches Ambiente. – Ab 14.“

### Einschaltquote
Der Film konnte bei seiner Erstausstrahlung 5,07 Mio. Zuschauer binden, was einem Marktanteil von 18,2 Prozent entsprach.